# دون لي (سياسي)
دون لي (بالإنجليزية: Don Lee)‏ هو سياسي أمريكي، ولد في 28 فبراير 1960. انتخب عضو مجلس نواب كولورادو.